# You Come and Go Like a Pop Song
You Come and Go Like a Pop Song – pierwszy i jak na razie jedyny album zespołu The Bicycle Thief wydany w 1999 roku. Album doczekał się reedycji w 2001 roku.

## Spis utworów

### Wersja z 1999 roku
1. "Hurt"
2. "Tennis Shoes"
3. "Rainin' (4am)"
4. "Aspirations"
5. "Max, Jill Called"
6. "Off Street Parking"
7. "L.A. Country Hometown Blues"
8. "MacArthur Park Revisited"
9. "Everyone Asks"
10. "It's Alright"
11. "Rhonda Meets the Birdman"
12. "Cereal Song"
13. "Boy at a Bus Stop"

### Wersja z 2001 roku
1. "Song for a Kevin Spacey Movie"
2. "Stoned"
3. "Max, Jill Called"
4. "Tennis Shoes"
5. "Off Street Parking"
6. "L.A. Country Hometown Blues"
7. "Hurt"
8. "Rainin' (4am)"
9. "Everyone Asks"
10. "Trust Fund Girl"
11. "MacArthur Park Revisited"
12. "Cereal Song"
13. "Boy at a Bus Stop"